# Фербер, Иван Яковлевич
Ива́н Я́ковлевич Фе́рбер (Иоганн Якоб, швед. Johan Jacob Ferber; 1743—1790) — шведский минералог и знаток горного дела. В России — профессор Academia Petrina, ординарный академик по минералогии (24.04.1783), иностранный почетный член (01.07.1787).

## Биография
29 августа (9 сентября) 1743 года в шведском городе Карлскруна.
Первоначальное образование получил в карлскронской городской школе, затем поступил в Упсальский университет, где работал под руководством Валлериуса, Кронштедта и Линнея. В 1763 г. он защитил диссертацию «De prolepsi plantarum» и вскоре был определён в Горную коллегию в Стокгольме; издав там свой первый труд, «Diarium florae Carolicoronensis», он предпринял путешествие по Швеции с научной целью.
В 1765 году посетил Германию, Австрию, Францию, Италию, Голландию и Великобританию. Результатом путешествия явились его «Briefe aus Wälschland», весьма обстоятельный труд физико-минералогического содержания, изданный в Праге в 1773 г. Издав в 1774 г. обзоры положения рудничного дела в Индрии (Австрия), он получил от академика Иоганна Георга Зульцера приглашение на должность профессора физики и естественной истории в гимназии в Митаве. Здесь он два года спустя издал свой известный труд «Bergmännische Nachrichten von der merkwürdigsten mineralogischen Gegenden der herzoglich Zweibrückischen und Nassauischen Länder», заключающий исторические сведения о старых и частью оставленных пфальцских ртутных рудниках.
В 1781 году, получив приглашение короля Станислава Августа, он предпринял обширное исследование естественных богатств Польши, затем был вызван в Россию императрицей Екатериной II, отправился в Петербург, где в 1783 г. был избран членом Академии наук. Также был действительным членом Берлинской и Сиенской Академий наук. Из его исследований, напечатанных в «Acta Acad. seien. Petrop.», заслуживает особенного внимания «Examen hypotheseos de transmutationibus corporum mineralium» (1780, p. II), в котором он выступил открытым противником существовавших воззрений алхимистов на превращения, которым подвергаются минеральные вещества.
В 1786 году, по состоянию здоровья, перешёл на прусскую службу. По приглашению швейцарского правительства изучал положение горного дела в Швейцарии, по дороге к Бриенцскому озеру умер от инсульта.

## Память
- В 1790 году минералогическая коллекция И. Фербера поступила в Музей естественной истории университета Берлина.
- Именем учёного назван минерал ферберит — разновидность вольфрамита; он встречается в грейзенах и высокотемпературных гидротермальных жилах.